# WeSwap
WeSwap est le nom d'une société fintech et de son service d’échange de devises en pair à pair.
WeSwap permet d’associer des voyageurs se rendant dans des directions opposées et permet l’échange de leur argent en appliquant des frais plus faibles que ceux appliqués par les banques traditionnelles. La startup, basée à Londres, a été lancée en 2013 par Jared Jesner et Simon Sacerdoti et permet actuellement l’échange de 18 devises dans le monde entier.

## Histoire
L’idée derrière WeSwap est issue de l’expérience de Jared Jesner en tant qu'opérateur de marché (trader) pour JP Morgan : « J’ai pu constater les taux hallucinants auxquels les banques font des conversions de devises… mais il était alors impossible pour les clients d’accéder aux mêmes taux ». Jared Jesner a ensuite travaillé pour Shell où son exposition aux moyens de paiement mondiaux lui a donné l’idée de s’associer à un fournisseur de carte prépayée et d’en faire le moyen de livraison des devises du service. Chez Shell, il a également rencontré le conseiller en finance d’entreprise, Simon Sacerdoti, dont l’expérience leur a permis de lancer la commercialisation de l’idée. Au lancement, le service prenait en charge 6 devises. En 2014, WeSwap desservait des clients dans plus de 10 pays européens avec 18 devises prises en charge.

## Investisseurs
Le financement de démarrage a été fourni par des investisseurs providentiels dont le cofondateur de LoveFilm et Zoopla, Alex Chesterman. En octobre 2014, une année après son lancement, WeSwap réussit à obtenir 4.5 millions de livres sterling dans une première levée de fonds. Celle-ci fut lancée et structurée par IW Capital et soutenue par EC1 Capital ainsi que par les investisseurs ayant fourni le financement de démarrage. En juin 2016, WeSwap a levé des fonds s'élevant à 6.5 millions de livres sterling, puis 2.4 millions de livres sterling à travers la plateforme de financement participatif Seedrs,.

## Récompenses
En janvier 2015, WeSwap a gagné le Prix de l’innovation en Voyage aux Globe Travel Awards. Le directeur commercial de Travelport, Paul Broughton, qui a remis le prix, a dit : « Notre gagnant est celui qui a fait preuve du plus grand potentiel de perturbation du marché et de la manière dont les échanges fonctionnent actuellement ».